# Championnat d'Italie de football 1982-1983
Navigation
Édition précédente Édition suivante
| \| AS Rome Juventus Inter Hellas Fiorentina Udinese Sampdoria Torino Avellino Naples Pise Genoa Ascoli Cagliari Cesena Catanzaro \| Localisation des clubs engagés dans le championnat. |
| AS Rome Juventus Inter Hellas Fiorentina Udinese Sampdoria Torino Avellino Naples Pise Genoa Ascoli Cagliari Cesena Catanzaro                                                           |

Le Championnat d'Italie de football de Série A 1982-1983 est la 81e édition du championnat d'Italie de football, qui réunit 16 équipes. 
Le championnat est remporté pour la 2e fois de son histoire par l'AS Rome. La Juventus, deuxième, remporte la coupe d'Italie et accède en finale de la Coupe d'Europe des clubs champions. Meilleur buteur de Serie A, le français Michel Platini remporte son premier ballon d'or.

## Classement
| Rang | Équipe        | Pts | J  | G  | N  | P  | Bp | Bc | Diff |
| ---- | ------------- | --- | -- | -- | -- | -- | -- | -- | ---- |
| 1    | AS Rome       | 43  | 30 | 16 | 11 | 3  | 47 | 24 | +23  |
| 2    | Juventus T    | 39  | 30 | 15 | 9  | 6  | 49 | 26 | +23  |
| 3    | Inter Milan   | 38  | 30 | 12 | 14 | 4  | 40 | 23 | +17  |
| 4    | Hellas Vérone | 35  | 30 | 11 | 13 | 6  | 37 | 31 | +6   |
| 5    | AC Fiorentina | 34  | 30 | 12 | 10 | 8  | 36 | 25 | +11  |
| 6    | Udinese       | 32  | 30 | 6  | 20 | 4  | 25 | 29 | -4   |
| 7    | Sampdoria     | 31  | 30 | 8  | 15 | 7  | 31 | 30 | +1   |
| 8    | Torino        | 30  | 30 | 9  | 12 | 9  | 30 | 28 | +2   |
| 9    | Avellino      | 28  | 30 | 8  | 12 | 10 | 29 | 34 | -5   |
| 10   | SSC Naples    | 28  | 30 | 7  | 14 | 9  | 22 | 29 | -7   |
| 11   | Pise          | 27  | 30 | 8  | 11 | 11 | 27 | 27 | 0    |
| 12   | Genoa CFC     | 27  | 30 | 6  | 15 | 9  | 34 | 38 | -4   |
| 13   | Ascoli        | 27  | 30 | 9  | 9  | 12 | 32 | 37 | -5   |
| 14   | Cagliari      | 26  | 30 | 6  | 14 | 10 | 23 | 33 | -10  |
| 15   | Cesena        | 22  | 30 | 4  | 14 | 12 | 22 | 35 | -13  |
| 16   | Catanzaro     | 13  | 30 | 2  | 9  | 19 | 21 | 56 | -35  |

## Buteurs
1. Michel Platini (Juventus) : 16 buts
2. Alessandro Altobelli (Inter Milan),  Domenico Penzo (Hellas Vérone) : 15 buts